# 长白铁路
长白铁路，又称长洮铁路，是连接吉林省长春市与同省白城市的一条双线电气化铁路，全长325.7公里，运营长度333公里。线路自长春铁路枢纽长春北站引出，沿既有线增建二线经农安、松原、大安至白城市，与白阿线相连接，与长图铁路构成了吉林省东西向的铁路通道。

## 历史
- 1934年4月全线分5段同时动工，1935年11月竣工[1]。
- 1946年第二次国共内战期间长白铁路线拆除停运。
- 随着东北内战的进展，战线从郭前旗推进至长春近郊，1947年白(城)前(郭)段铁路修复通车。
- 1958年重建，1971年长(春)前(郭)段修复通车，开办运输营业。
- 2000-2002年部分区段经技术改造换为无缝钢轨。
- 2010年12月，国家发改委批复了新建长春至白城铁路项目建议书[2]。
- 2014年9月24日，国家发改委批复长春至白城铁路扩能改造工程项目[3]。10月25日，中国铁路总公司和吉林省人民政府共同批复了全线初步设计[4]。同年12月31日，长白铁路复线开工，复线工程升格为长白乌快速铁路[5]。
- 2016年10月15日，全线最长特大桥暨控制性工程之一，跨珲乌高速公路特大桥跨大安北站连续梁成功转体[6]。
- 2017年6月5日，长白铁路扩能改造工程首次进行联调联试[7]。同年8月8日，扩能改造工程正式开通，每日開行長春至松原、白城和烏蘭浩特方向的動車組列車[8]。
- 2018年8月8日，长白乌快速铁路开通运营一周年，累计运送旅客近500万人次[9]。
- 2019年10月22日，CR200J型电力动车组在长白铁路投入运营，替换之前投入运行的和谐号CRH5型电力动车组[10][11]。
- 2020年9月15日，长白铁路提速改造工程正式开工，改造完成后，动车组列车运行时速可达200km/h[12]。2021年10月底改造工程基本完成，并启动联调联试工作，由于联调联试过程中发现技术问题，整治后仍无法达标，动车组列车达速运行存在安全隐患，致使开通时间一再推迟[11]。
- 2024年12月6日，长白铁路提速改造工程正式竣工通车，并恢复开行动力分散型动车组，首发车次为白城开往延吉西的C1346/1347次列车[11][13]。